# 大明湖
大明湖（だいめいこ）は、中華人民共和国山東省済南市にある湖で、済南市の三大観光地の1つとして有名である。面積は46万平方キロメートルがあり、旧済南市街の1/3に及ぶ。由緒のある場所で、乾隆帝が訪れた伝説で有名。近代になると、文豪老舎のエッセイで全国に名を広がっている。
近年になると、超然楼などの建設で観光開発が進み、人気観光スポットの地位を維持している。

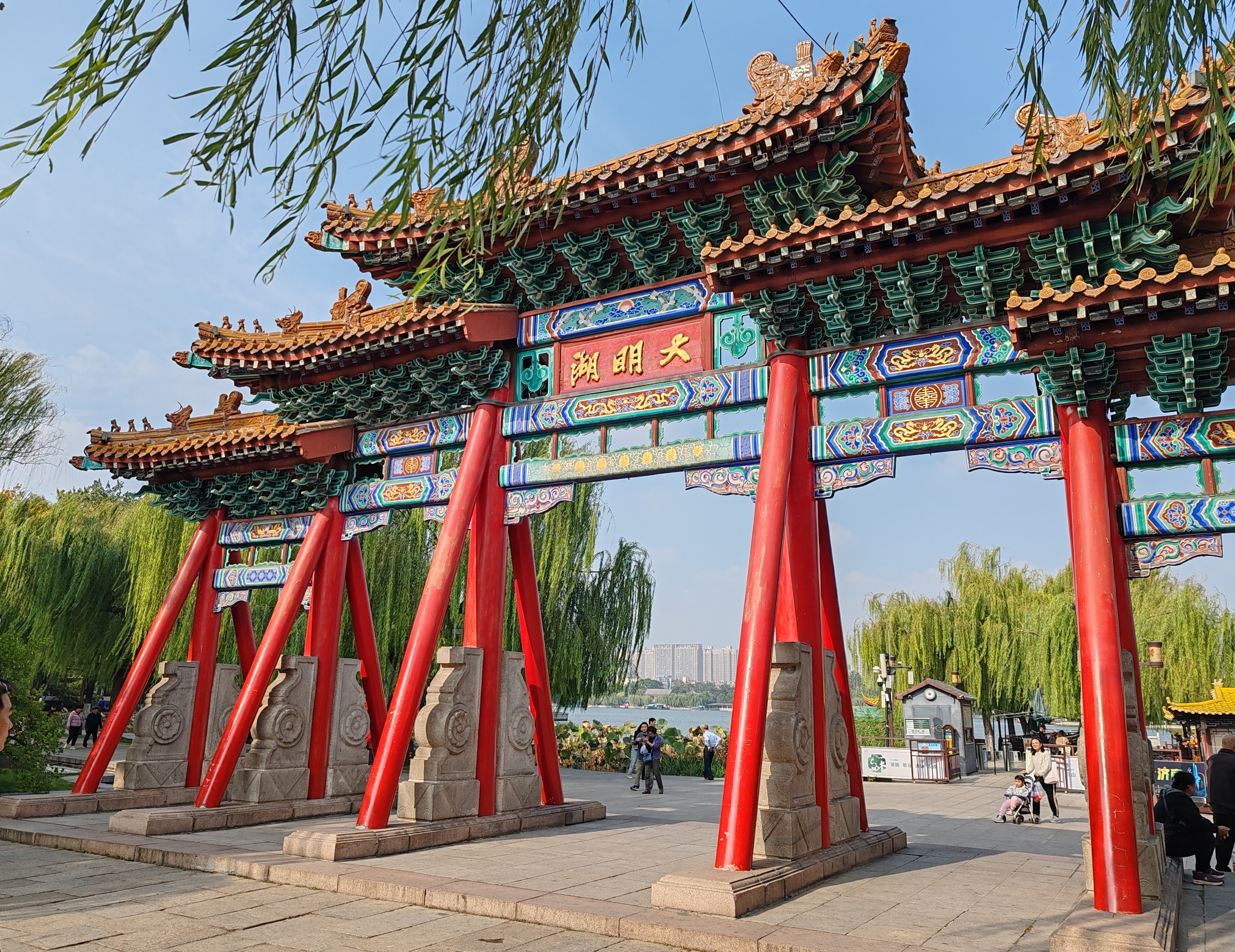
大明湖南門